# Eurybia integrifolia
Eurybia integrifolia là một loài thực vật có hoa trong họ Cúc. Loài này được (Nutt.) G.L.Nesom mô tả khoa học đầu tiên năm 1995.